# Ba Hàng Đồi
Ba Hàng Đồi là một thị trấn thuộc huyện Lạc Thủy, tỉnh Hòa Bình, Việt Nam.

## Địa lý
Thị trấn Ba Hàng Đồi nằm ở phía tây bắc huyện Lạc Thủy, có vị trí địa lý:
- Phía đông giáp thành phố Hà Nội
- Phía tây giáp huyện Kim Bôi
- Phía nam giáp huyện Kim Bôi và các xã Phú Nghĩa, Phú Thành
- Phía bắc giáp thành phố Hà Nội và huyện Lương Sơn.

Thị trấn Ba Hàng Đồi có diện tích 27,11 km², dân số năm 2018 là 7.372 người, mật độ dân số đạt 272 người/km².
thị trấn có vị trí địa lý thuận lợi có các tuyến đường Quốc lộ 21A, tuyến đường 12B và đường Hồ Chí Minh chạy qua thuận lợi cho giao thông đi lại, phát triển kinh tế.

## Lịch sử
Phần lớn địa bàn thị trấn Ba Hàng Đồi hiện nay trước đây là xã Thanh Nông thuộc huyện Lạc Thủy.
Xã Thanh Nông vốn thuộc huyện Lương Sơn, được thành lập vào ngày 22 tháng 1 năm 1957 trên cơ sở tách một phần diện tích và dân số của xã Hợp Thanh.
Ngày 26 tháng 11 năm 1970, Bộ trưởng Phủ thủ tướng ban hành Quyết định số 71-BT. Theo đó, chuyển xã Thanh Nông về huyện Kim Bôi quản lý.
Lịch sử hình thành của thị trấn bắt đầu từ những khu dân cư tập trung của nông trường Thanh Hà nằm trên địa bàn xã Thanh Nông lúc bấy giờ.
Ngày 13 tháng 7 năm 1967, thị trấn nông trường Thanh Hà được thành lập theo Quyết định số 269-NV của Bộ trưởng Bộ Nội vụ.
Ngày 27 tháng 3 năm 1999, Chính phủ ban hành Nghị định số 15/1999/NĐ-CP. Theo đó:
- Giải thể thị trấn nông trường Thanh Hà; dân cư thuộc thị trấn nông trường Thanh Hà hiện đang sinh sống trên địa bàn các xã Hợp Thanh, Nam Thượng, Mỹ Hòa và Phú Thành giao về các xã đó quản lý.
- Thành lập thị trấn Thanh Hà trên cơ sở 364,98 ha diện tích tự nhiên và 2.187 người của các đội sản xuất 2, 4, 6 và 9 của nông trường Thanh Hà (thuộc địa bàn của xã Thanh Nông).

Sau khi thành lập, thị trấn Thanh Hà có diện tích 3,65 km², dân số là 2.187 người. Xã Thanh Nông còn lại 27,3 km² diện tích tự nhiên, dân số là 4.584 người, mật độ dân số đạt 168 người/km².
Ngày 14 tháng 7 năm 2009, Chính phủ ban hành Nghị quyết 31/NQ-CP về việc điều chỉnh địa giới hành chính huyện Kim Bôi. Theo đó, chuyển thị trấn Thanh Hà và xã Thanh Nông thuộc huyện Kim Bôi về huyện Lạc Thủy quản lý.
Đến năm 2018, thị trấn Thanh Hà có diện tích 2,76 km², dân số là 2.169 người, mật độ dân số đạt 786 người/km². Xã Thanh Nông có diện tích 24,35 km², dân số là 5.203 người, mật độ dân số đạt 214 người/km².
Ngày 17 tháng 12 năm 2019, Ủy ban Thường vụ Quốc hội ban hành Nghị quyết số 830/NQ-UBTVQH14 về việc sắp xếp các đơn vị hành chính cấp huyện, cấp xã thuộc tỉnh Hòa Bình (nghị quyết có hiệu lực từ ngày 1 tháng 1 năm 2020). Theo đó, sáp nhập toàn bộ diện tích và dân số của xã Thanh Nông vào thị trấn Thanh Hà để thành lập thị trấn Ba Hàng Đồi.